# Ginestas
Ginestas [ʒinɛstas]  (occitan : Ginestars ) est une commune française située dans le Nord-Est du département de l'Aude, en région Occitanie.
Sur le plan historique et culturel, la commune fait partie du Minervois, un pays de basses collines qui s'étend du Cabardès, à l'ouest, au Biterrois à l'est, et de la Montagne Noire, au nord, jusqu'au fleuve Aude au sud. Exposée à un climat méditerranéen, elle est drainée par le canal du Midi, la Cesse, le ruisseau Maire et par deux autres cours d'eau.
Ginestas est une commune rurale qui compte 1 579 habitants en 2022, après avoir connu une forte hausse de la population depuis 1975. Elle fait partie de l'aire d'attraction de Narbonne. Ses habitants sont appelés les Ginestacois ou  Ginestacoises.
Le patrimoine architectural de la commune comprend deux  immeubles protégés au titre des monuments historiques : l'église Notre-Dame-des-Vals, inscrite en 1951, et le canal du Midi (Le Somail), inscrit en 1998.

## Géographie
Commune de l'aire urbaine de Narbonne située dans le Minervois, à proximité de la Cesse et du canal du Midi, en pays Corbières Minervois.

### Communes limitrophes
Les communes limitrophes sont Argeliers, Bize-Minervois, Mirepeisset, Saint-Marcel-sur-Aude, Saint-Nazaire-d'Aude, Sainte-Valière, Sallèles-d'Aude et Ventenac-en-Minervois.
| Bize-Minervois        | Argeliers            | Mirepeisset                       |
| Sainte-Valière        | Ginestas             | Sallèles-d'Aude                   |
| Ventenac-en-Minervois | Saint-Nazaire-d'Aude | Saint-Marcel-sur-Aude (sur 100 m) |

### Hameaux et lieux-dits
Le Somail est un hameau situé en partie sur la commune.

### Voies de communication et transports
La commune est desservie par la ligne 21 des Autobus de Narbonne.

### Hydrographie
La commune est dans la région hydrographique « Côtiers méditerranéens », au sein du bassin hydrographique Rhône-Méditerranée-Corse. Elle est drainée par le canal du Midi, la Cesse, le ruisseau Maire, le ruisseau de Fond Baudre et le ruisseau du Puits des Prés, qui constituent un réseau hydrographique de 9 km de longueur totale,.
Le canal du Midi, d'une longueur totale de 239,8 km, est un canal de navigation à bief de partage qui relie Toulouse à la mer Méditerranée depuis le xviie siècle.
La Cesse, d'une longueur totale de 53,5 km, prend sa source dans la commune de Ferrals-les-Montagnes et s'écoule vers le sud-est. Elle traverse la commune et se jette dans l'Aude à Saint-Marcel-sur-Aude, après avoir traversé 16 communes.

### Climat
Pour des articles plus généraux, voir Climat de l'Occitanie et Climat de l'Aude.
En 2010, le climat de la commune est de type climat méditerranéen franc, selon une étude s'appuyant sur une série de données couvrant la période 1971-2000. En 2020, Météo-France publie une typologie des climats de la France métropolitaine dans laquelle la commune est exposée à un climat méditerranéen et est dans la région climatique Provence, Languedoc-Roussillon, caractérisée par une pluviométrie faible en été, un très bon ensoleillement (2 600 h/an), un été chaud (21,5 °C), un air très sec en été, sec en toutes saisons, des vents forts (fréquence de 40 à 50 % de vents > 5 m/s) et peu de brouillards.
Pour la période 1971-2000, la température annuelle moyenne est de 14,7 °C, avec  une amplitude thermique annuelle de 16 °C. Le cumul annuel moyen de précipitations est de 570 mm, avec 6 jours de précipitations en janvier et 2,8 jours en juillet. Pour la période 1991-2020 la température moyenne annuelle observée sur la station météorologique la plus proche, située sur la commune d'Argeliers à 7 km à vol d'oiseau, est de 15,8 °C et le cumul annuel moyen de précipitations est de 624,7 mm,. Pour l'avenir, les paramètres climatiques de la commune estimés pour 2050 selon différents scénarios d’émission de gaz à effet de serre sont consultables sur un site dédié publié par Météo-France en novembre 2022.

### Milieux naturels et biodiversité
Aucun espace naturel présentant un intérêt patrimonial n'est recensé sur la commune dans l'inventaire national du patrimoine naturel,,.

## Urbanisme

### Typologie
Au 1er janvier 2024, Ginestas est catégorisée bourg rural, selon la nouvelle grille communale de densité à 7 niveaux définie par l'Insee en 2022.
Elle est située hors unité urbaine. Par ailleurs la commune fait partie de l'aire d'attraction de Narbonne, dont elle est une commune de la couronne,. Cette aire, qui regroupe 71 communes, est catégorisée dans les aires de 50 000 à moins de 200 000 habitants,.

### Occupation des sols
L'occupation des sols de la commune, telle qu'elle ressort de la base de données européenne d’occupation biophysique des sols Corine Land Cover (CLC), est marquée par l'importance des territoires agricoles (89,4 % en 2018), en diminution par rapport à 1990 (94,3 %). La répartition détaillée en 2018 est la suivante : cultures permanentes (84,7 %), zones urbanisées (10,6 %), zones agricoles hétérogènes (3,1 %), terres arables (1,6 %). L'évolution de l’occupation des sols de la commune et de ses infrastructures peut être observée sur les différentes représentations cartographiques du territoire : la carte de Cassini (XVIIIe siècle), la carte d'état-major (1820-1866) et les cartes ou photos aériennes de l'IGN pour la période actuelle (1950 à aujourd'hui).

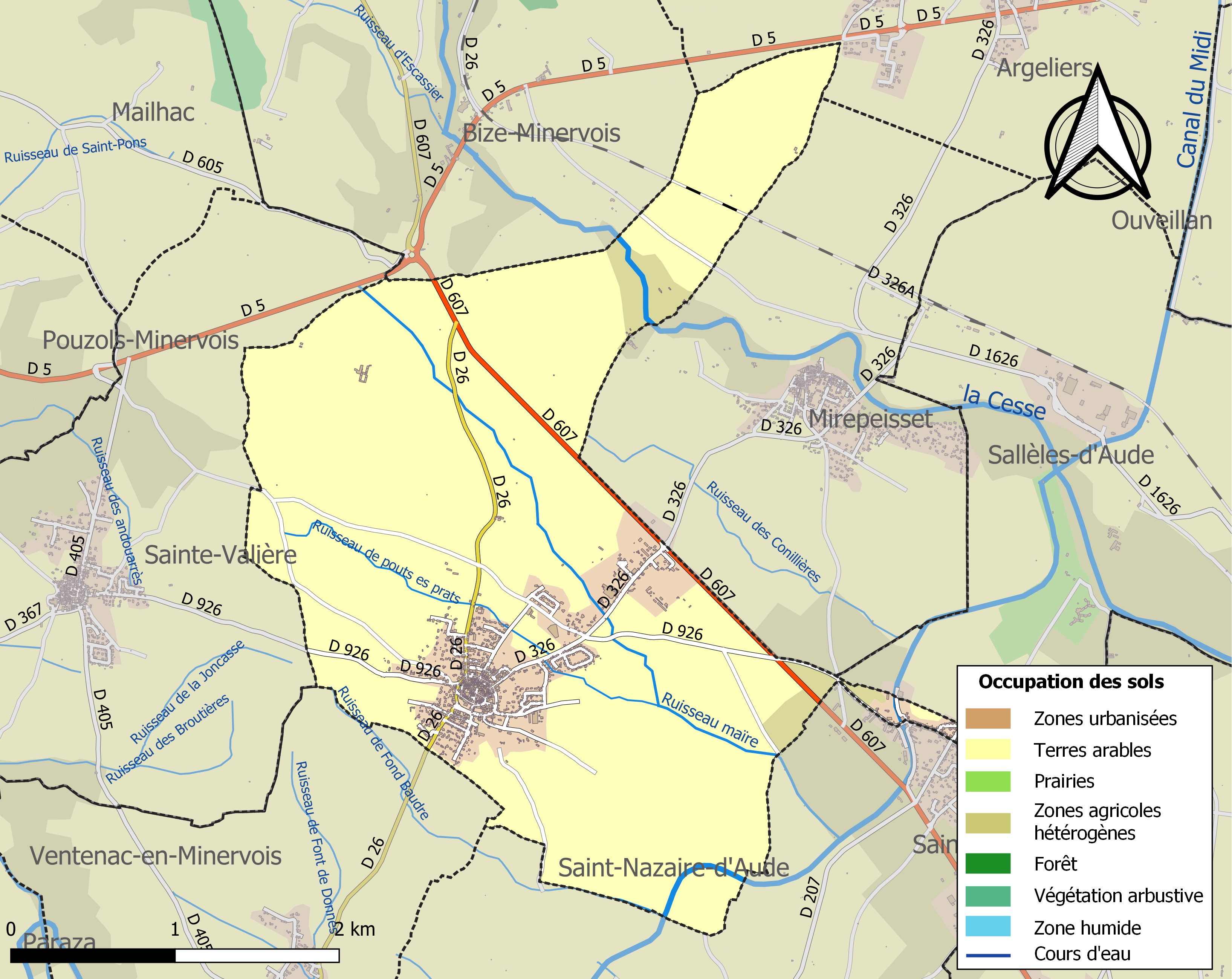
Carte des infrastructures et de l'occupation des sols de la commune en 2018 (CLC).

### Risques majeurs
Le territoire de la commune de Ginestas est vulnérable à différents aléas naturels : météorologiques (tempête, orage, neige, grand froid, canicule ou sécheresse), inondations et séisme (sismicité faible). Un site publié par le BRGM permet d'évaluer simplement et rapidement les risques d'un bien localisé soit par son adresse soit par le numéro de sa parcelle.
Certaines parties du territoire communal sont susceptibles d’être affectées par le risque d’inondation par débordement de cours d'eau, notamment la Cesse et le canal du Midi. La commune a été reconnue en état de catastrophe naturelle au titre des dommages causés par les inondations et coulées de boue survenues en 1982, 1986, 1989, 1992, 1994, 1996, 1997, 1999, 2005, 2006, 2009, 2011, 2018 et 2019,.

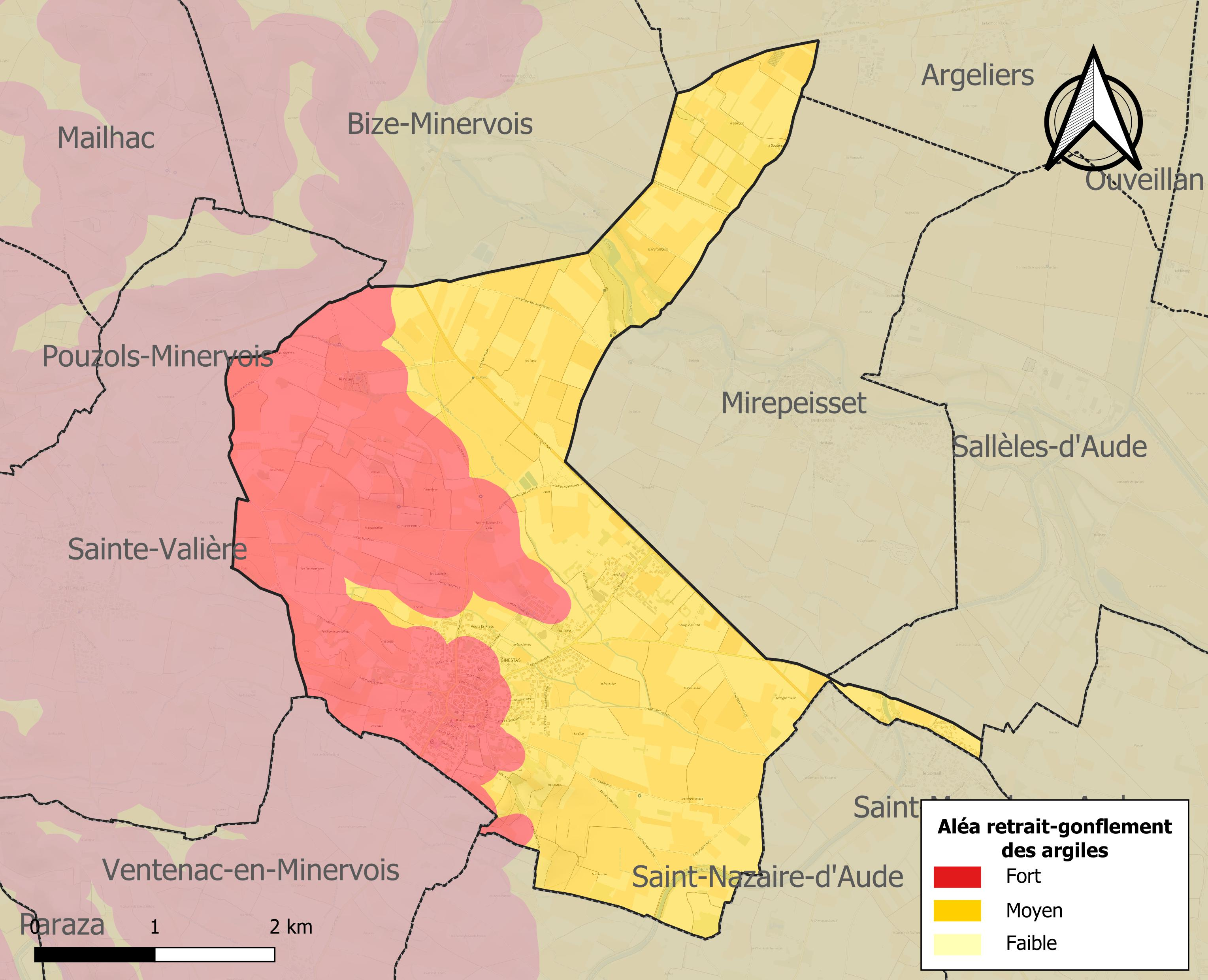
Carte des zones d'aléa retrait-gonflement des sols argileux de Ginestas.

Le retrait-gonflement des sols argileux est susceptible d'engendrer des dommages importants aux bâtiments en cas d’alternance de périodes de sécheresse et de pluie. La totalité de la commune est en aléa moyen ou fort (75,2 % au niveau départemental et 48,5 % au niveau national). Sur les 779 bâtiments dénombrés sur la commune en 2019, 779 sont en aléa moyen ou fort, soit 100 %, à comparer aux 94 % au niveau départemental et 54 % au niveau national. Une cartographie de l'exposition du territoire national au retrait gonflement des sols argileux est disponible sur le site du BRGM,.

## Histoire
Occupée depuis la préhistoire et en 1217 on évoque un castrum.

## Politique et administration

### Découpage territorial
La commune de Ginestas est membre de l'intercommunalité Le Grand Narbonne, un établissement public de coopération intercommunale (EPCI) à fiscalité propre créé le 26 décembre 2002 dont le siège est à Narbonne. Ce dernier est par ailleurs membre d'autres groupements intercommunaux.
Sur le plan administratif, elle est rattachée à l'arrondissement de Narbonne, au département de l'Aude, en tant que circonscription administrative de l'État, et à la région Occitanie.
Sur le plan électoral, elle dépend du canton du Sud-Minervois pour l'élection des conseillers départementaux, depuis le redécoupage cantonal de 2014 entré en vigueur en 2015, et de la première circonscription de l'Aude  pour les élections législatives, depuis le redécoupage électoral de 2010.

### Liste des maires
| Période                                  | Période  | Identité       | Étiquette | Qualité |
| ---------------------------------------- | -------- | -------------- | --------- | ------- |
| mars 2010                                | en cours | Georges Combes | SE        |         |
| Les données manquantes sont à compléter. |          |                |           |         |

## Démographie

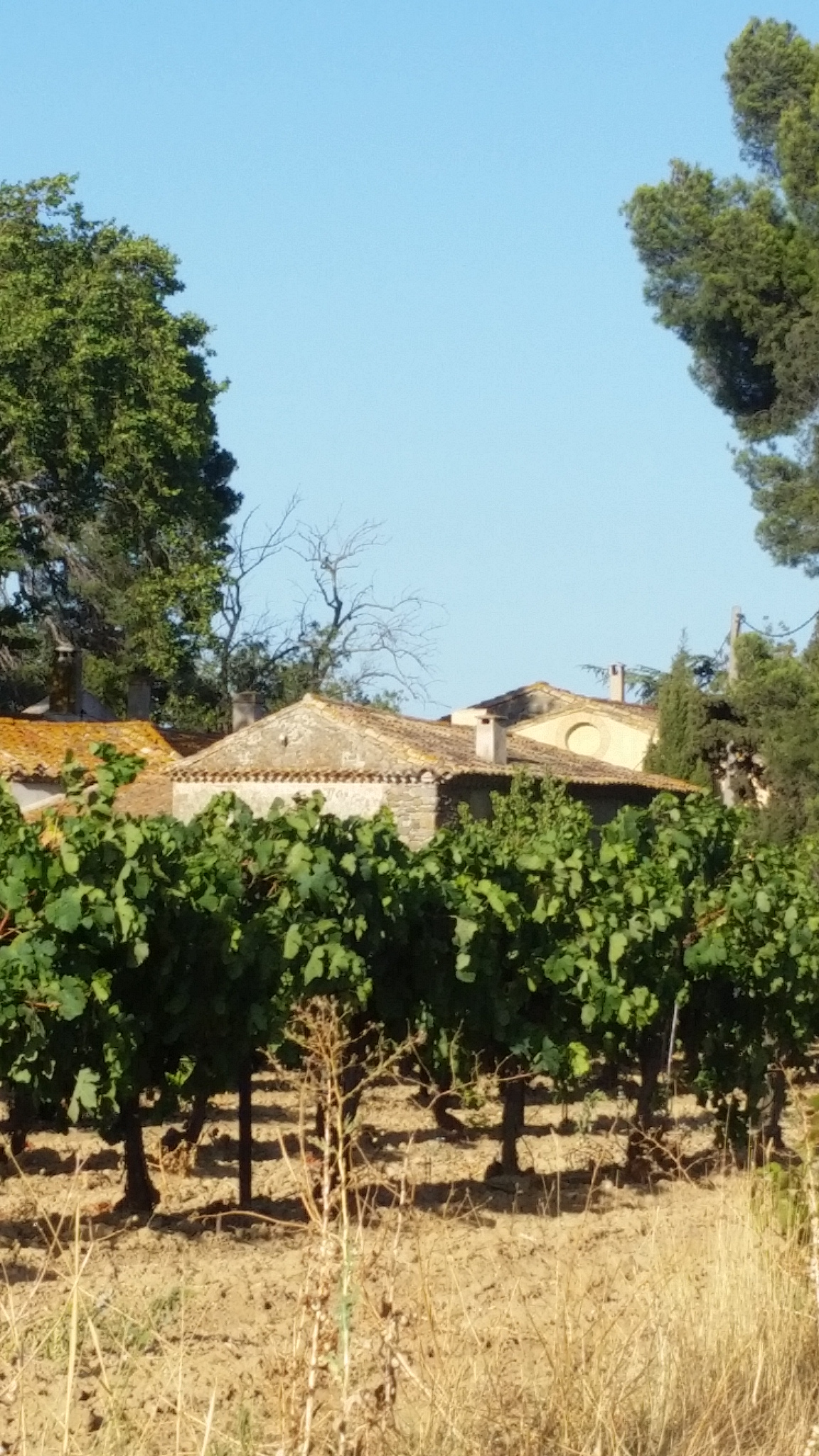
Aperçu de l'église Notre-Dame-des-Vals.

| 1793 | 1800 | 1806 | 1821 | 1831 | 1836 | 1841 | 1846 | 1851 |
| ---- | ---- | ---- | ---- | ---- | ---- | ---- | ---- | ---- |
| 500  | 501  | 549  | 667  | 615  | 630  | 633  | 649  | 646  |

| 1856 | 1861 | 1866 | 1872 | 1876  | 1881  | 1886  | 1891  | 1896  |
| ---- | ---- | ---- | ---- | ----- | ----- | ----- | ----- | ----- |
| 714  | 804  | 971  | 947  | 1 093 | 1 230 | 1 145 | 1 166 | 1 197 |

| 1901  | 1906  | 1911  | 1921  | 1926  | 1931  | 1936 | 1946 | 1954 |
| ----- | ----- | ----- | ----- | ----- | ----- | ---- | ---- | ---- |
| 1 187 | 1 145 | 1 123 | 1 075 | 1 085 | 1 010 | 902  | 844  | 820  |

| 1962 | 1968 | 1975 | 1982 | 1990 | 1999  | 2006  | 2007  | 2012  |
| ---- | ---- | ---- | ---- | ---- | ----- | ----- | ----- | ----- |
| 879  | 981  | 769  | 740  | 887  | 1 059 | 1 293 | 1 328 | 1 365 |

| 2017  | 2022  | - | - | - | - | - | - | - |
| ----- | ----- | - | - | - | - | - | - | - |
| 1 445 | 1 579 | - | - | - | - | - | - | - |

## Économie

### Revenus
En 2018  (données INSEE publiées en septembre 2021), la commune compte 628 ménages fiscaux, regroupant 1 385 personnes. La médiane du revenu disponible par unité de consommation est de 19 980 € (19 240 € dans le département).

### Emploi
| Division       | 2008   | 2013   | 2018   |
| -------------- | ------ | ------ | ------ |
| Commune        | 9 %    | 12,4 % | 11 %   |
| Département    | 10,2 % | 12,8 % | 12,6 % |
| France entière | 8,3 %  | 10 %   | 10 %   |

En 2018, la population âgée de 15 à 64 ans s'élève à 835 personnes, parmi lesquelles on compte 72,9 % d'actifs (61,9 % ayant un emploi et 11 % de chômeurs) et 27,1 % d'inactifs,. Depuis 2008, le taux de chômage communal (au sens du recensement) des 15-64 ans est inférieur à celui du département, mais supérieur à celui de la France.
La commune fait partie de la couronne de l'aire d'attraction de Narbonne, du fait qu'au moins 15 % des actifs travaillent dans le pôle,. Elle compte 383 emplois en 2018, contre 353 en 2013 et 334 en 2008. Le nombre d'actifs ayant un emploi résidant dans la commune est de 523, soit un indicateur de concentration d'emploi de 73,2 % et un taux d'activité parmi les 15 ans ou plus de 50,4 %.
Sur ces 523 actifs de 15 ans ou plus ayant un emploi, 170 travaillent dans la commune, soit 33 % des habitants. Pour se rendre au travail, 82,2 % des habitants utilisent un véhicule personnel ou de fonction à quatre roues, 0,6 % les transports en commun, 11,6 % s'y rendent en deux-roues, à vélo ou à pied et 5,7 % n'ont pas besoin de transport (travail au domicile).

### Activités hors agriculture

#### Secteurs d'activités
122 établissements sont implantés  à Ginestas au 31 décembre 2019. Le tableau ci-dessous en détaille le nombre par secteur d'activité et compare les ratios avec ceux du département,.
| Secteur d'activité                                                                                        | Commune | Commune | Département |
| Secteur d'activité                                                                                        | Nombre  | %       | %           |
| --- | ------- | ------- | ----------- |
| Ensemble                                                                                                  | 122     | 100 %   | (100 %)     |
| Industrie manufacturière, industries extractives et autres                                                | 5       | 4,1 %   | (8,8 %)     |
| Construction                                                                                              | 19      | 15,6 %  | (14 %)      |
| Commerce de gros et de détail, transports, hébergement et restauration                                    | 43      | 35,2 %  | (32,3 %)    |
| Information et communication                                                                              | 1       | 0,8 %   | (1,6 %)     |
| Activités financières et d'assurance                                                                      | 2       | 1,6 %   | (2,7 %)     |
| Activités immobilières                                                                                    | 3       | 2,5 %   | (5,2 %)     |
| Activités spécialisées, scientifiques et techniques et activités de services administratifs et de soutien | 21      | 17,2 %  | (13,3 %)    |
| Administration publique, enseignement, santé humaine et action sociale                                    | 14      | 11,5 %  | (13,2 %)    |
| Autres activités de services                                                                              | 14      | 11,5 %  | (8,8 %)     |

Le secteur du commerce de gros et de détail, des transports, de l'hébergement et de la restauration est prépondérant sur la commune puisqu'il représente 35,2 % du nombre total d'établissements de la commune (43 sur les 122 entreprises implantées à Ginestas), contre 32,3 % au niveau départemental.

#### Entreprises
Les cinq entreprises ayant leur siège social sur le territoire communal qui génèrent le plus de chiffre d'affaires en 2020 sont : 
- SAS L'oncle Jules, débits de boissons (52 k€)
- Renov'action, travaux d'installation électrique dans tous locaux (52 k€)
- Tango, transports fluviaux de passagers (24 k€)
- Nemo-Tango, location et location-bail d'autres biens personnels et domestiques (19 k€)
- Nelson, tierce maintenance de systèmes et d'applications informatiques (16 k€)

### Agriculture
La commune fait partie de la petite région agricole dénommée « Région viticole ». En 2010, l'orientation technico-économique de l'agriculture  sur la commune est la viticulture (appellation et autre).
|                                   | 1988 | 2000 | 2010 |
| --------------------------------- | ---- | ---- | ---- |
| Exploitations                     | 89   | 63   | 41   |
| Superficie agricole utilisée (ha) | 903  | 785  | 438  |

Le nombre d'exploitations agricoles en activité et ayant leur siège dans la commune est passé de 89 lors du recensement agricole de 1988 à 63 en 2000 puis à 41 en 2010, soit une baisse de 54 % en 22 ans. Le même mouvement est observé à l'échelle du département qui a perdu pendant cette période 52 % de ses exploitations. La surface agricole utilisée sur la commune a également diminué, passant de 903 ha en 1988 à 438 ha en 2010. Parallèlement la surface agricole utilisée moyenne par exploitation a augmenté, passant de 10 à 11 ha.

## Culture locale et patrimoine

### Lieux et monuments
- Église Notre-Dame-des-Vals. L'édifice a été inscrit au titre des monuments historiques en 1951[36].
- Chapelle Pierre-Paul-Riquet du Somail.
- Église Saint-Luc de Ginestas, datant de 1324 (retable classé).
- Orrys
- Musée de la Chapellerie du Somail, fermé depuis le décès de son propriétaire en 2013.
- Une grande croix de granit de 12 mètres de haut a été érigée sur la commune, à l'initiative d'un particulier, en mémoire du bienheureux Jean-François Bousquet[37], né à Ginestas.

### Personnalités liées à la commune
- Jean-François Bousquet (1751 - 2 septembre 1792) : mort dans la prison des Carmes, lors des massacres de septembre 1792, et déclaré bienheureux le 17 octobre 1926  avec les 190 autres martyrs des carmes[37].
- Jules Razimbaud (1837-1915) : homme politique né dans la commune.
- Jakob Arjouni (1964-2013) : écrivain allemand ayant vécu à Ginestas.
- Yannick Martinez (1988-) : champion de France de cyclo-cross.

### Héraldique
| Blason de Ginestas | Blason  | De gueules à une branche de genêt fleuri d'or, au chef cousu d'azur chargé de trois fleurs de lys aussi d'or. |
| Blason de Ginestas | Détails | Le statut officiel du blason reste à déterminer.                                                              |

## Vie locale

### Sports
Le 20 mai 1971 à Toulouse, le club de Rugby à XIII de Ginestas était sacré champion de France de Fédérale.